# Оллии
О́ллии (лат. Ollii) — неименитый древнеримский плебейский род, причислявшийся к так называемым младшим родам Рима. Отнюдь немногие представители этого семейства достигли каких-либо магистратур и, пожалуй, самым известным из них являлся Тит Оллий, отец императрицы Поппеи Сабины. Все остальные Оллии известны исключительно благодаря эпиграфическим источникам. По одной из версий, номен данного рода является ещё одной орфографической формой номена Авлий, патронима, образованного от преномена Авл.
Среди наиболее выдающихся представителей Оллиев можно упомянуть следующих персоналий:
- Тит Оллий, сын Гая, Гаргенна (ум. после 90 до н. э[2].), имя, перечисленное в одной групповой надписи, обнаруженной в Ассизи (Умбрия[2]);
- Луций Оллий (ум. после 80 до н. э[3][4][5].), дуумвир, фигурирующий наряду с Публием Фурием в групповых надписях, обнаруженных в Помпеях[3][4][5][1];
- Оллий (ум. после 45 до н. э[6][1].), наряду с Марком Варроном автор надгробной речи[7] в честь сестры Марка Порция Катона Утического и вдовы Луция Домиция Агенобарба, погибшего под Фарсалом[6][1]. По одной из версий, мог принадлежать к Лоллиям[1];
- Тит Оллий[англ.] (ум. 31[8][9]), сенатор и участник заговора Сеяна[9], тесть императора Нерона[9][10]. Покончил жизнь самоубийством[9];
- Оллия, дочь Тита, Сабина, более известная под именем «Поппеи Сабины»[11][12][13][14];
- Гай Оллий[15], имя, содержащееся в одной надписи из Делоса (провинция Ахайя[15][1]);
- Квинт Оллий Феликс[16], имя, встречающееся в надписи из Нуцерии (Кампания[16]);
- Оллий Никад (I в[17].), вольноотпущенник и супруг некоей Милонии Аполлонии, имя которого содержит надпись из Рима[17];
- Гай Оллий Потин (II в[18].), упомянут в одной надписи, найденной в Салоне (провинция Далмация[18][19]);
- Гай Оллий Примигений[20], солдат IV «Флавиева» легиона, имя которого фигурирует в надписи из Русикады[20].